# 阿塔瓦爾帕山 (庫斯科大區)
15°12′46″S 71°02′45″W / 15.21278°S 71.04583°W
阿塔瓦爾帕山（Atawallpa），是秘魯的山峰，位於該國南部庫斯科大區，由孔多羅馬區和奧科魯羅區負責管轄，屬於安地斯山脈的一部分，海拔高度5,000米。